# Dzietrzychowice
Dzietrzychowice ([dźetszyho'wice]?, tysk: Dittersbach) er en landsby i de administrative distrikt Gmina Żagań, i Powiat żagański, Województwo lubuskie, i det vestlige Polen. Landsbyen ligger ca. 6 km nord-øst for Żagań og 34 km syd for Zielona Góra.
Landsbyen, har 800 indbyggere.
Før 1945 var området en del af Landkreis Sprottau i provinsen Niederschlesien, Tyskland.
Fra 1975 til 1998 lå området i provinsen Zielona Gora. Fra 1945-54, var byen hjemsted, for en kommune af samme navn.

## Attraktioner
- Et keboelsestårn fra det 14. århundrede
- Et palads fra det 19. århundrede
- En kirke, med tilhørende kirkegård, bygget mellem det 13. og 16. århundrede